# Натали (фильм, 2003)
«Натали» (фр. Nathalie…) — французская драма 2003 года режиссёра Анн Фонтен.

## Сюжет
После одной из командировок мужа Катрин обнаруживает на его автоответчике запись сообщения от посторонней женщины, содержащую весьма интимные подробности. Это становится для неё шоком. Она выходит из дома, и, увидев находящийся на соседней улице публичный дом, приходит к неожиданному плану. Она решает нанять одну из работающих там девушек — Марлен. Та должна познакомиться с её мужем и соблазнить его под видом незнакомки Натали. При каждой встрече Марлен откровенно рассказывает Катрин о своих встречах с Бернаром, подробно описывает их интимную связь. Встречи с Марлен мучительны для Катрин, но она не в силах их прекратить.

## В ролях
- Фанни Ардан — Катрин
- Эммануэль Беар — Натали / Марлен
- Жерар Депардьё — Бернар
- Владимир Иорданов — Франсуа
- Жюдит Магр — мать Катрин
- Родольф Поли — сын Катрин

## Факты
- Анн Фонтен призналась, что не была удовлетворена своим фильмом в полной мере, поскольку Фанни Ардан и Эммануэль Беар отвергли намерение режиссёра воплотить на экране развитие эротических отношений между их героинями[1].
- В 2009 году режиссёр Атом Эгоян снял фильм «Хлоя», являющийся ремейком данной картины.